# ديفيد روبنسون (كرة سلة)
ديفيد روبنسون (بالإنجليزية: David Robinson) مواليد 6 أغسطس 1965 في كي ويست، هو لاعب كرة سلة أمريكي سابق بدأ مسيرته الاحترافية في سنة 1989. مثّل منتخب بلاده. شارك في مسابقة كرة السلة في الألعاب الأولمبية الصيفية. اعتزل اللعب في 2003.

## فرق لعب لها
- سان أنطونيو سبرز

## الميداليات
| الميدالية | المسابقة                         |
| --------- | -------------------------------- |
| ذهبية     | الألعاب الأولمبية الصيفية 1992   |
| ذهبية     | الألعاب الأولمبية الصيفية 1996   |
| برونزية   | الألعاب الأولمبية الصيفية 1988   |
| ذهبية     | بطولة كأس العالم لكرة السلة 1986 |

## روابط خارجية
- ديفيد روبنسون على موقع IMDb (الإنجليزية)
- ديفيد روبنسون على موقع الموسوعة البريطانية (الإنجليزية)
- ديفيد روبنسون على موقع إن إن دي بي (الإنجليزية)
- ديفيد روبنسون على موقع قاعدة بيانات الفيلم (الإنجليزية)
- ديفيد روبنسون على موقع الاتحاد الدولي لكرة السلة (الإنجليزية)
- ديفيد روبنسون على موقع إن بي أي (الإنجليزية)
- ديفيد روبنسون على موقع سبورتس رفرنس (الإنجليزية)
- ديفيد روبنسون على موقع كرة السلة الأوروبية.كوم (الإنجليزية)
- ديفيد روبنسون على موقع إي إس بي إن.كوم (الإنجليزية)
- ديفيد روبنسون على موقع كلية كرة السلة في سبورتس رفرنس.كوم (الإنجليزية)
- ديفيد روبنسون على موقع ريلجم (الإنجليزية)
- ديفيد روبنسون على موقع بروبوليرز (الإنجليزية)
- ديفيد روبنسون على موقع سبورتس رفرنس (الإنجليزية)
- ديفيد روبنسون على موقع اللجنة الأولمبية الدولية (الإنجليزية)